# MediaCoder
MediaCoder – uniwersalny wsadowy transkoder, który integruje wiele audio/video kodeków i urządzeń w jednym (all-in-one) programie.

## Opis
- Obsługuje wiele formatów audio i video kompresji i dokonuje re-mux w różne kontenery formatów, w locie lub wsadowo (batch conversion)
- Umożliwia kontrolę nad transkodowaniem procesu i nad wszystkimi parametrami konwertowanych plików
- Elastyczny sposób plug-in infrastruktura dostarcza specyficznych interfejsów dla specyficznych rozwiązań

## Typowy pakiet
- Użycie różnych rodzajów kompresji / redukcja rozmiaru pliku
- Konwersja audio/video dla przenośnych urządzeń (MP3 odtwarzaczy, MP4 odtwarzaczy, telefonów komórkowych, PDA, PSP, VCD/DVD odtwarzaczy itd.)
- Wyodrębnianie ścieżek dźwiękowych z plików wideo
- Ripowanie audio/video z dysków CD/VCD/DVD

## Obsługiwane formaty Audio/Video
- MP3, Vorbis, AAC, HE-AAC, HE-AAC v2, MusePack, Speex, Windows Media Audio, AMR NB/AMR-WB, RealAudio, mp3PRO*
- FLAC, WavPack, Monkey’s Audio, OptimFrog, Audio Lossless Coding, WMA Lossless*, True Audio (TTA)*, WAV
- Schroedinger, H.264, Xvid, MPEG MPEG-1/MPEG-2/MPEG-4, Theora, Flash Video, H.263, RealVideo*, Windows Media Video
- Matroska, AVI, MPEG/VOB, MPEG TS, AVCHD, MP4, ASF, QuickTime/MOV, RealMedia*, OGM*
- CD, VCD, DVD, Cue sheet*

* obsługiwany tylko jako wejście
* NIE wszystkie kombinacje formatów audio/video/kontener są obsługiwane